# 德国驻日本大使列表
本列表为德国驻日本（江户幕府、大日本帝国、日本国）历任公使、大使名录。
德日两国的外交接触至今已有百余年的历史。近代两国的外交关系自1860年尚未统一德国的普鲁士王国向日本遣使开始。
现任德国驻日本大使为葛策。

## 历代德国驻日大使
| 姓名 | 任期 | 外交职务                                                                                          |
| --- | --- | ------------------------------------------------------------------------------------------------- |
| 马克斯·冯·巴兰德 Max von Brandt マックス・フォン・ブラント                                                      | 1863年1月19日-1867年2月2日 1867年2月2日-1868年7月20日 1868年7月20日-1869年1月5日 1869年1月5日-1871年6月 | 普魯士王國驻日领事 · 北德意志邦聯驻日代理公使 · 北德意志联邦驻日总领事 · 北德意志联邦驻日代理公使 |
| 西奥多·冯·霍莱本 Theodor von Holleben テオドール・フォン・ホレーベン                                            | 1871年6月-1873年3月30日                                                                                 | 德意志帝国驻日代理公使                                                                            |
| 马克斯·冯·巴兰德 Max von Brandt マックス・フォン・ブラント                                                      | 1873年3月30日-1875年2月                                                                                 | 德意志帝国驻日办理公使                                                                            |
| 卡尔·爱德华·扎普 Carl Eduard Zappe                                                                              | 1875年2月-1875年3月26日                                                                                 | 德意志帝国驻日代理公使                                                                            |
| 西奥多·冯·霍莱本 Theodor von Holleben テオドール・フォン・ホレーベン                                            | 1875年4月-1875年12月3日                                                                                 | 德意志帝国驻日代理公使                                                                            |
| 卡尔·冯·艾森德彻 Karl von Eisendecher カール・フォン・アイゼンデヒャー                                          | 1875年12月3日-1878年4月                                                                                 | 德意志帝国驻日特命全权公使                                                                        |
| 菲利克斯·冯·古施密德 Felix von Gutschmid                                                                        | 1878年4月-1875年12月3日                                                                                 | 德意志帝国驻日代理公使                                                                            |
| 卡尔·冯·艾森德彻 Karl von Eisendecher カール・フォン・アイゼンデヒャー                                          | 1875年12月3日-1880年4月24日                                                                             | 德意志帝国驻日特命全权公使                                                                        |
| 奥托·冯·多霍夫 Otto von Dönhoff                                                                                 | 1880年4月24日-1886年3月11日                                                                             | 德意志帝国驻日特命全权公使                                                                        |
| 西奥多·冯·霍莱本 Theodor von Holleben テオドール・フォン・ホレーベン                                            | 1886年3月11日-1892年12月10日                                                                            | 德意志帝国驻日特命全权公使                                                                        |
| 菲利克斯·冯·古施密德 Felix von Gutschmid                                                                        | 1892年12月10日-1897年3月3日                                                                             | 德意志帝国驻日特命全权公使                                                                        |
| 卡尔·格奥尔格·冯·特罗伊特勒 Karl Geor}} von Treutler                                                            | 1897年3月3日-1898年3月29日                                                                              | 德意志帝国驻日临时代理公使                                                                        |
| 卡西米尔·冯·莱登 Casimir von Leyden                                                                             | 1898年3月29日-1990年5月23日                                                                             | 德意志帝国驻日特命全权公使                                                                        |
| 博托·冯·韦德尔 Botho von Wedel                                                                                  | 1990年5月23日-1901年5月10日                                                                             | 德意志帝国驻日临时代理公使                                                                        |
| 艾默里希·冯·阿尔科-瓦利 Emmerich von Arco-Valley エメリッヒ・フォン・アルコ・アオフ・ファーライ                 | 1901年5月10日-1906年2月28日                                                                             | 德意志帝国驻日特命全权公使                                                                        |
| 弗里德里希·卡尔·冯·埃克特 Friedrich Carl von Erckert                                                            | 1906年2月28日-1906年5月22日                                                                             | 德意志帝国驻日临时代理公使                                                                        |
| 阿尔方斯·穆默·冯·施瓦岑施泰因 Alfons Mumm von Schwarzenstein アルフォンス・ムム・フォン・シュワルゼンシュタイン | 1906年5月22日-1911年4月19日                                                                             | 德意志帝国驻日特命全权大使                                                                        |
| 阿瑟·亚历山大·卡斯帕·冯·雷克斯 Arthur Alexander Kaspar von Rex                                                  | 1911年4月19日-1914年                                                                                    | 德意志帝国驻日特命全权大使                                                                        |
| 威廉·索尔夫 Wilhelm Solf ヴィルヘルム・ゾルフ                                                                   | 1920年8月1日-1921年2月16日 1921年2月16日-1928年12月16日                                                 | 德意志国驻日代理大使 德意志国驻日特命全权大使                                                     |
| 威廉·阿尔布雷希特·冯·舍恩 Wilhelm Albrecht von Schoen                                                           | 1928年12月16日-1929年1月1日                                                                             | 德意志国驻日代办                                                                                  |
| 欧内斯特·阿瑟·沃雷茨奇 Ernst Arthur Voretzsch                                                                   | 1929年1月1日-1933年12月                                                                                 | 德意志国驻日特命全权大使                                                                          |
| 威利·诺贝尔 Willy Noebel                                                                                        | 1933年12月                                                                                              | 德意志国驻日代办                                                                                  |
| 赫伯特·冯·德克森 Herbert von Dirksen                                                                            | 1933年12月27日                                                                                          | 德意志国驻日特命全权大使                                                                          |
| 威利·诺贝尔 Willy Noebel                                                                                        | 1938年2月-1938年4月28日                                                                                 | 德意志国驻日代办                                                                                  |
| 尤金·奥特 Eugen Ott オイゲン・オット                                                                            | 1938年4月28日-1943年2月4日                                                                              | 德意志国驻日特命全权大使                                                                          |
| 史塔玛 Heinrich Georg Stahmer ハインリヒ・ゲオルク・スターマー                                                  | 1943年2月4日-1945年5月                                                                                  | 德意志国驻日特命全权大使                                                                          |
| 海因里希·诺特 Heinrich Northe                                                                                   | 1952年4月28日-1955年5月19日                                                                             | 西德驻日临时代理大使                                                                              |
| 汉斯·科洛 Hans Kroll                                                                                            | 1955年5月19日-1958年5月13日                                                                             | 西德驻日特命全权大使                                                                              |
| 威廉·哈斯 Wilhelm Haas                                                                                          | 1958年5月13日-1961年9月10日                                                                             | 西德驻日特命全权大使                                                                              |
| 弗里茨·范·布里森 Fritz van Briessen                                                                             | 1961年9月10日-1962年3月10日                                                                             | 西德驻日临时代理大使                                                                              |
| 赫伯特·迪特曼 Herbert Dittmann                                                                                  | 1962年3月10日-1965年1月19日                                                                             | 西德驻日特命全权大使                                                                              |
| 沃尔特·博斯 Walter Boss                                                                                         | 1965年1月19日-1966年3月18日                                                                             | 西德驻日临时代理大使                                                                              |
| 弗朗茨·克拉普夫 Franz Krapf                                                                                     | 1966年3月18日-1971年3月26日                                                                             | 西德驻日特命全权大使                                                                              |
| 罗礼国 Heinrich Rohreke                                                                                         | 1971年3月26日-1971年4月5日                                                                              | 西德驻日临时代理大使                                                                              |
| Template:Link-em Wilkelm Grewe                                                                                  | 1971年4月5日-1976年10月9日                                                                              | 西德驻日特命全权大使                                                                              |
| 哈特穆特·舒尔茨-博伊森 Hartmut Schulze-Boysen                                                                   | 1976年10月9日-1977年3月23日                                                                             | 西德驻日临时代理大使                                                                              |
| 冈特·迪尔 Günter Diehl                                                                                          | 1977年3月23日-1981年4月20日                                                                             | 西德驻日特命全权大使                                                                              |
| 克劳斯·布莱希 Klaus Blech                                                                                       | 1981年4月20日-1984年7月10日                                                                             | 西德驻日特命全权大使                                                                              |
| 沃尔特·博斯 Walter Boss                                                                                         | 1984年7月10日-1986年10月22日                                                                            | 西德驻日特命全权大使                                                                              |
| 汉斯-约阿希姆·哈利尔 Hans-Joachim Hallier                                                                       | 1986年10月22日-1990年9月28日                                                                            | 西德驻日特命全权大使                                                                              |
| 威廉·哈斯 Wilhelm Haas                                                                                          | 1990年9月28日-1994年7月11日                                                                             | 西德驻日特命全权大使                                                                              |
| 海因里希·迪特里希·迪克曼 Heinrich-Dietrich Dieckmann                                                            | 1994年7月11日-1997年9月22日                                                                             | 德国驻日特命全权大使                                                                              |
| 弗兰克·易北 Frank Elbe                                                                                          | 1997年9月22日-1999年9月22日                                                                             | 德国驻日特命全权大使                                                                              |
| 乌韦·卡斯特纳 Uwe Kaestner ウーヴェ・ケストナー                                                                 | 1999年9月22日-2001年12月22日                                                                            | 德国驻日特命全权大使                                                                              |
| 亨利克·施米格洛 Henrik Schmiegelow                                                                              | 2001年12月22日-2006年7月1日                                                                             | 德国驻日特命全权大使                                                                              |
| 汉斯-约阿希姆·达尔 Hans-Joachim Daerr ハンス＝ヨアヒム・デア                                                    | 2006年7月1日-2010年10月21日                                                                             | 德国驻日特命全权大使                                                                              |
| 史丹泽 Volker Stanzel フォルカー・シュタンツェル                                                                | 2010年10月21日-2014年4月9日                                                                             | 德国驻日特命全权大使                                                                              |
| 魏翰楷 Hans Carl von Werthern ハンス・カール・フォン・ヴェアテルン                                              | 2014年4月9日-2019年9月1日                                                                               | 德国驻日特命全权大使                                                                              |
| 伊娜·莱佩尔 Ina Lepel イナ・レーペル                                                                            | 2019年9月1日-2021年9月1日                                                                               | 德国驻日特命全权大使                                                                              |
| 葛策 Clemens von Goetze クレーメンス・フォン・ゲッツェ                                                          | 2021年9月1日至今                                                                                        | 德国驻日特命全权大使                                                                              |